# Платко, Франц
Франц Пла́тко Копилец (нем. Franz Platko Kopiletz; Фе́ренц Пла́ттко (венг. Plattkó Ferenc), в испаноязычных странах Франси́ско Платко (исп. Francisco Platko); 2 декабря 1898, Будапешт — 2 сентября 1982, Сантьяго) — венгерский футболист и тренер.

## Карьера

### Игровая карьера
Франц Платко родился 2 декабря 1898 в Будапеште, там же он начал свою карьеру, выступая в воротах за молодёжный клуб БТК. В 1911 году он покинул БТК и ушёл в команду «Глобус». В возрасте 16 лет Платко перешёл в клуб «Вашаш», который содержался Союзом рабочих металло- и железнодорожных фабрик Будапешта. В те годы Австро-Венгрия принимала участие в Первой мировой войне, потому чемпионаты не проводились, а команды играли редкие товарищеские матчи. В 1916 году первенство клубов Венгрии было возрождено, «Вашаш» играл в низшем дивизионе, но пробился в Первую венгерскую лигу, победив в стыковых матчах клуб «КАОЕ». В первый же сезон в высшем венгерском первенстве, «Вашаш», ведомый молодым вратарём, занял 6-е место, а сам Платко получил титул лучшего игрока Венгрии. В два последующих сезона «Вашаш» занимал 4-е место.
Осенью 1919 года, уже после окончания активных военных действий на фронтах, многие венгерские футболисты мигрировали в Вену, чтобы избежать уличных беспорядков, коими был полон послевоенный Будапешт. Платко принял предложение клуба «ВАФ», где уже играли его соотечественники Йожеф Гинг и Петер Сабо. Венгерские футболисты, уехавшие в Австрию, не имели разрешений на уход из своих клубов, и Венгерский футбольный союз добивался запрета игры венгров за свои австрийские команды. В 1920 году Платко, в противоположность своим землякам, безуспешно ждавшим разрешения от ВФС для игр за австрийские команды, вернулся в Венгрию, где снова стал выступать за «Вашаш».
Летом 1920 года немецкий бизнесмен составил Венгерскую профессиональную команду, которая должна была совершать турне по Европе, выступая против немецких профессиональных клубов и других команд. Платко стал вратарем этой новообразованной команды, составленной, по большей части, из игроков венгерской национальной сборной. Турне быстро окончилось неудачей, команда венгров не имела успеха у зрителей и всего через несколько недель была расформирована, а игроки, не получившие законные деньги даже за этот маленький срок, были вынуждены добиваться выплат в суде. Игроки были вынуждены возвратиться в свои клубы, но Платко не вернулся в «Вашаш», он получил предложение от английского клуба «Мидлсбро» и уехал на Туманный Альбион. В Англии Платко не провёл ни одной официальной игры, так как британские власти отказали венгру в получении разрешения на работу.
Не сыграв в Англии, Платко в 1921 году вернулся в Венгрию, первоначально ему запретили играть из-за эпизода с отъездом в Англию в бытность игроком «Вашаша»; Платко был вынужден работать в банке, чтобы прокормить себя, но затем ему дали разрешение, и Платко устроился играющим тренером в клуб «АФК Кула». Потом Платко уехал в Чехословакию, где всего пару месяцев играл за клуб «Спарта». В 1922 году Платко вернулся в Будапешт и стал игроком клуба МТК. С этой командой Платко впервые стал чемпионом Венгрии.
В декабре 1922 года МТК совершил тур по Испании, включавший два матча против клуба «Барселона», Платко в обоих этих матчах, закончившихся со счётом 0:0, не пропустил мячей, произвёл хорошее впечатление на руководителей «Барселоны», искавших замену Рикардо Саморе, покинувшему клуб. Платко принял предложение «Барселоны», подписав соглашение с клубом 11 марта, но по существовавшим тогда в Испании правилам, венгр мог играть за «Барсу» только в товарищеских матчах (в котором он дебютировал 27 мая), в соревнованиях же национальных могли принимать участие игроки, жившие в Испании не менее 18-ти месяцев. В результате этого дебют Платко в чемпионате Испании состоялся лишь в октябре 1924 года в матча чемпионата Каталонии. «Барселона», с Платко в воротах, в течение 6-ти лет выигрывала каталонское первенство и 3 раза одержала победу в Кубке Короля, в последнем из этих турниров, в первом финальном матче Кубка Короля 1928 против «Реал Сосьедада», испанский поэт Рафаэль Альберти так был впечатлён игрой Платко, что написал в честь него стихотворение «Ода о Платко». В 1928 году состоялся первый Чемпионат Испании, в котором «Барселона» добилась золотых медалей, на 2 очка опередив мадридский «Реал». В следующем сезоне «Барса» была второй, а Платко по окончании первенства покинул ряды «сине-гранатовых» и ушёл в «Рекреативо», в котором завершил свою футбольную карьеру. Затем Платко возобновил её на сезон в швейцарском клубе «Базель», а затем играл во французских «Мюлузе» и «Расинге» из Рубе, в котором окончательно «повесил бутсы на гвоздь».

### Карьера в сборной Венгрии
В сборной Венгрии Платко дебютировал в 18-летнем возрасте в игре со сборной Австрии 15 июля 1917 года, которую венгры выиграли 4:1, Ференц стал первым игроком «Вашаша», вызванным в национальную сборную. В том же году Платко провёл ещё две игры против австрийцев. Затем Платко в национальной команде не играл, его место занял многоопытный Карой Жак. Последний матч за национальную команду Платко провёл в марте 1923 года против сборной Швейцарии.

### Тренерская карьера
Впервые Платко начал тренировать в 1921 году клуб «АФК Кула», но настоящая тренерская карьера началась у Платко в Испании, где он тренировал клуб «Рекреативо», за который параллельно продолжал играть на футбольном поле. В 1932 году Платко возглавил французский клуб «Мюлуз», за который выходил играть в некоторых матчах, но «Мюлуз» под руководством Платко играл неважно и вылетел из Первой французской лиги, заняв последнее место. В следующем году Платко возглавил клуб второго дивизиона «Расинг» из Рубе, в котором, как и в «Мюлузе», он выполнял также функции голкипера; Платко не выполнил задачу на сезон — выйти в Лигу 1 — и покинул «Расинг».
В 1934 году Платко вернулся в «Барселону», чтобы возглавить команду; хотя «Барса» и выиграла чемпионат Каталонии, но в чемпионате клуб занял унизительное для себя шестое место, после которого венгр был уволен. После этого Платко короткие период поработал с португальским клубом «Порту», прежде чем уехать в США, чтобы поработать с олимпийской сборной США, готовившейся к Олимпиаде в Берлине, на которой американцы проиграли первый же матч команде Италии и уехали из Германии. В том же году Платко пришло второе приглашение из Англии, на этот раз его хотел видеть своим тренером клуб «Арсенал», но Платко опять же во второй раз не смог получить разрешение на работу. Платко пришлось забыть мечту об Англии и уехать в Румынию, где он привёл местный клуб «Венус» к завоеванию золотых медалей румынского первенства. Затем Платко вернулся в Испанию, где два сезона руководил клубом «Сельта», который из-за гражданской войны участвовал лишь в региональных соревнованиях.
В 1939 году Платко уезжает из Европы в Южную Америку, где возглавляет чилийский клуб «Коло-Коло», с которым в первый же год выигрывает золотые медали чемпионата страны. Затем Платко работает тренером молодёжи клуба «Ривер Плейт», одновременно занимая пост технического директора команды. Затем вновь руководит «Коло-Коло», который опять приводит к чемпионству в стране. Вместе с этим Платко возглавляет национальную сборную Чили, на пост которой он взойдёт ещё два раза. Вместе со сборной Платко возглавлял чилийские клубы «Магальянес» и «Сантьяго Уондерерс». После работы с молодёжью «Ривер Плейта» в сезоне 1943/44, Платко вновь возглавляет сборную Чили на домашнем чемпионате Южной Америки 1945, там чилийцы заняли третье место.
После войны Платко вернулся в Испанию, чтобы проработать в клубе «Вальядолид», но через некоторые время вернулся в Чили, где вновь возглавил «Коло-Коло», которое привел к очередному чемпионству. Затем работал в клубах Бока Хуниорс и «Ривер Плейт», во втором случае вновь на должности технического директора.
В 1955 году Платко вновь возглавляет каталонскую «Барселону», с которой становится вторым в Испании, вслед за «Атлетиком» из Бильбао. Также во время пребывания Платко в «Барселоне» клуб прошёл первую стадию Кубка Ярмарок, который команда выиграет в 1958 году.
После «Барселоны» Платко вернулся в Чили, где ещё некоторое время возглавлял местные команды, а затем стал скаутом, разыскивая таланты по всей Южной Америке.
Умер Франц Платко 2 сентября 1982 года в Сантьяго.

## Братья Платко
У Франца Платко было два брата — Эстебан Платко и Карлос Платко, — вслед за братом игравшие, а затем тренировавшие в Испании.

## Достижения

### Как игрок
- Футболист года в Венгрии: 1917
- Чемпион Венгрии: 1923
- Чемпион Каталонии: 1925, 1926, 1927, 1928, 1930
- Обладатель Кубка Испании: 1925, 1926, 1928
- Чемпион Испании: 1929

### Как тренер
- Чемпион Каталонии: 1935
- Чемпион Румынии: 1937
- Чемпион Чили: 1939, 1941, 1953
- Бронзовый призёр чемпионата Южной Америки: 1945
- Обладатель Кубка Ярмарок: 1955—1958